# El Canto del Loco

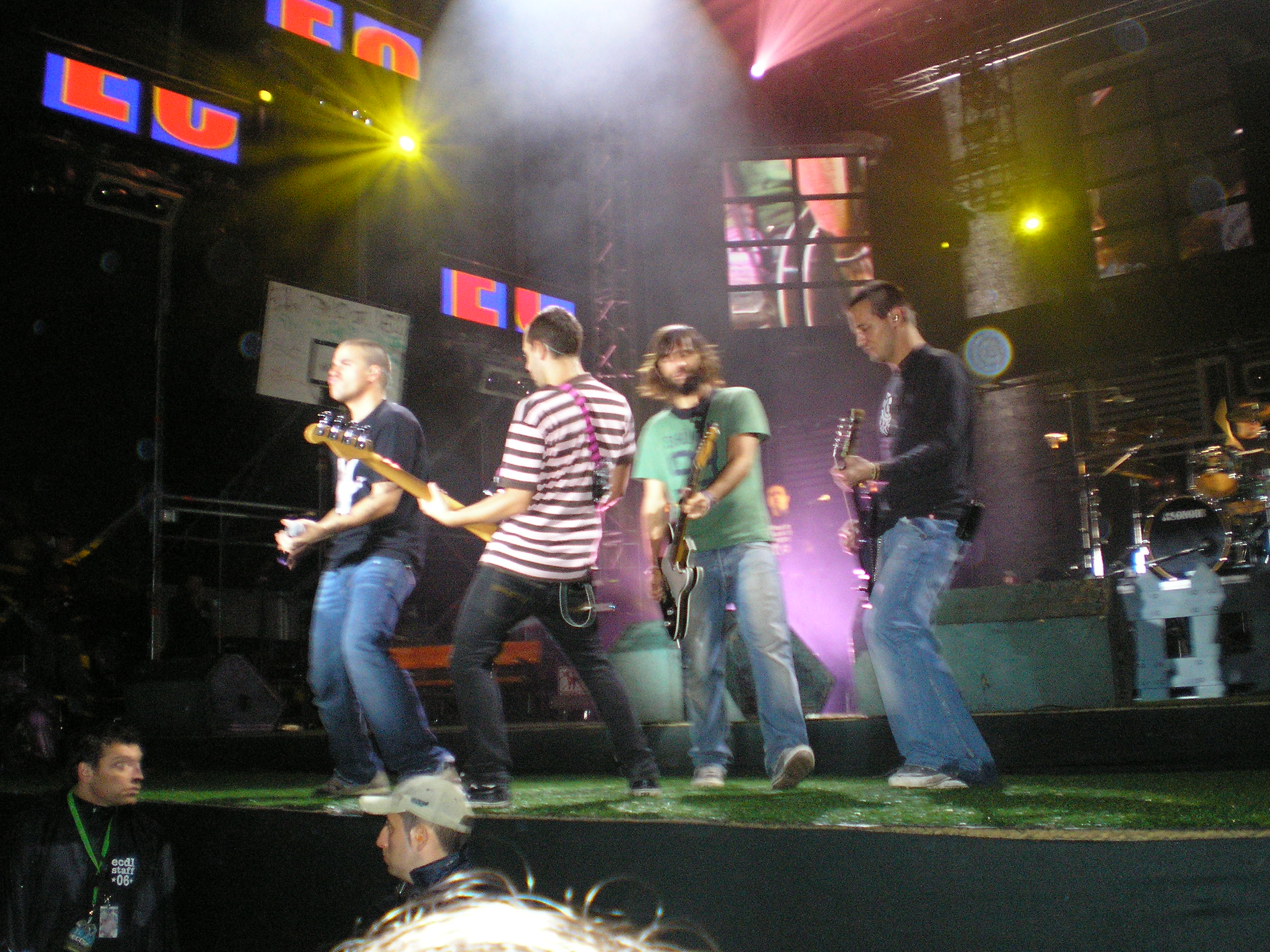
El Canto del Loco (2006)

El Canto del Loco (dt.: „Der Gesang des Verrückten“) war eine spanische Pop-Punk-Band, die im Jahre 1994 von dem Sänger Daniel Martín und Iván Ganchegui in Madrid gegründet wurde. 2005 gewann sie den MTV Europe Music Award in der Kategorie „Best Spanish Artist“ (deutsch „Bester spanischer Künstler“).

## Bandgeschichte
Die Geschichte des El Canto del Loco begann im Jahre 1994 als Dani Martín an der Escuela de Interpretación de Cristina Rota in Madrid studierte und dort mit dem Gitarristen Iván Ganchegui zusammentraf. Die Schule ist nach der argentinischen und in Spanien lebenden Schauspielerin Cristina Rota benannt.
Sie waren Enthusiasten der spanischen Musikgruppe Radio Futura und im Besonderen ihres Titels El canto del gallo (deutsch „Der Gesang des Hahns“), dessen Inhalt im Jahre 1994 zum Namen ihrer Gruppe „El Canto del Loco“ führte. Zu dieser Zeit bestand die Formation aus einem weiblichen Drummer, einem Bassisten und einem weiteren Gitarristen. In einer Theaterschule, die sie besuchten, trafen sie auf die übrigen späteren Bandmitglieder und begannen ihre ersten Proben als Band.
Aufgrund von Problemen löste sich das Quartett kurzzeitig auf, vereinigte sich aber schnell wieder. Einen Tag vor ihrem ersten Konzert trat David Otero, Dani’s Cousin der Gruppe als Ersatz für den zuvor ausgeschiedenen Gitarristen bei. Nachdem Daniel bei einem Flamenco-Festival Alejandro „Jandro“ Velázquez, den Sohn eines Freundes seiner Eltern, kennengelernt hatte, wurde dieser kurz darauf der neue Schlagzeuger der Band. Der Bassist wurde durch José María „Chema“ Ruiz ersetzt.
Die Band nahm ihr erstes Demo-Tape innerhalb von nur 48 Stunden in einem kleinen, unabhängigen Studio auf. Kurz darauf unterbreitete der Produzent Pedro del Moral der Band ein Angebot seitens des Labels Sony BMG.
Ihr erstes Album, El Canto del Loco erschien im Jahr 2000 und wurde rund 80.000 Mal verkauft. Zwei Jahre später wurde das zweite Album „A Contracorriente“ auf den Markt gebracht. Es erhielt gute Kritiken, da es wesentlich reifer und qualitativ besser wirkte. Das gleichnamige Lied, das von diesem Album als Single ausgekoppelt wurde, stellt einen der größten Erfolge der Band dar.
Nachdem Iván Ganchegui im Mai 2003 „El Canto del Loco“ verlassen hatte, wurde das dritte Studioalbum, „Estados de Ánimo“, veröffentlicht. Es ist eine Zusammenstellung von 12 Liedern, die den Erfolg der Band über die Grenzen Spaniens hinweg bedeutet.
Nach hunderten Konzerten in Spanien und Lateinamerika veröffentlichte die Band im Juni 2005 ihr viertes Album, „Zapatillas“, das die bis heute höchsten Verkaufszahlen einbrachte. Im gleichen Jahr gingen sie mit der spanischen Band Hombres G auf Tour und spielten vor mehr als 56.000 Besuchern im Estadio Vicente Calderón in Madrid.
Drei Jahre später, am 1. April 2008 erschien ihr Album Personas, dessen erste Single Eres tonto! ist. Im Jahre 2010 gab die Band ihre Auflösung bekannt.

## Besetzung
- Daniel „Dani Martín“ García (Gesang von 1994 bis 2010)
- Iván Ganchegui (Gitarre, von 1994 bis 2002)
- David Otero (auch El Pescao, Gitarre von 1999 bis 2010)
- José María „Chema“ Ruiz (Bass von 1999 bis 2010)
- Alejandro „Jandro“ Velázquez (Schlagzeug von 1999 bis 2008)

## Diskografie

### Studioalben
| Jahr | Titel                                         | Höchstplatzierung, Gesamtwochen, AuszeichnungChartsChartplatzierungen (Jahr, Titel, Platzierungen, Wochen, Auszeichnungen, Anmerkungen) | Anmerkungen                                                       |
| Jahr | Titel                                         | ES | Anmerkungen                                                       |
| ---- | --------------------------------------------- | --- | ----------------------------------------------------------------- |
| 2000 | El canto del loco                             | ES42 Gold · (2 Wo.)ES | Erstveröffentlichung: 22. Juni 2000 Charteinstieg in ES erst 2006 |
| 2002 | A contracorriente                             | ES47 ×3Dreifachplatin · (16 Wo.)ES | Erstveröffentlichung: 1. März 2002 Charteinstieg in ES erst 2005  |
| 2003 | Estados de ánimo                              | ES4 ×6Sechsfachplatin · (99 Wo.)ES | Erstveröffentlichung: 22. Mai 2003                                |
| 2005 | Zapatillas                                    | ES1 ×10Zehnfachplatin · (113 Wo.)ES | Erstveröffentlichung: 21. Juni 2005                               |
| 2008 | Personas                                      | ES1 ×7Siebenfachplatin · (73 Wo.)ES | Erstveröffentlichung: 1. April 2008                               |
| 2009 | Radio la Colifata presenta: El Canto del Loco | ES2 ×2Doppelplatin · (47 Wo.)ES | Erstveröffentlichung: 24. November 2009                           |
| 2009 | Por mí y por todos mis compañeros...          | ES3 ×2Doppelplatin · (54 Wo.)ES | Erstveröffentlichung: 24. November 2009                           |

grau schraffiert: keine Chartdaten aus diesem Jahr verfügbar

### Livealben
- 2002: En directo: Sala Caracol (Madrid)
- 2004: En directo: Sala Bikini (Barcelona)
- 2005: En directo: Hombres G & El Canto del Loco desde el Vicente Calderón (Madrid, DVD)
- 2006: En directo: Sala Oasis (Saragossa)

### Kompilationen
| Jahr | Titel                     | Höchstplatzierung, Gesamtwochen, AuszeichnungChartsChartplatzierungen (Jahr, Titel, Platzierungen, Wochen, Auszeichnungen, Anmerkungen) | Anmerkungen                             |
| Jahr | Titel                     | ES | Anmerkungen                             |
| ---- | ------------------------- | --- | --------------------------------------- |
| 2006 | Pequeños grandes directos | ES1 Gold · (11 Wo.)ES | Erstveröffentlichung: 4. Juli 2006      |
| 2007 | Arriba el telón!          | ES7 Gold · (10 Wo.)ES | Erstveröffentlichung: 20. November 2007 |
| 2018 | Aquellos años locos       | ES16 (17 Wo.)ES | Boxset                                  |
| 2025 | Zapatillas 20 aniversario | ES13 (… Wo.)ES |                                         |

Weitere Kompilationen
- 2003: El Canto del Loco en directo

### Singles
| Jahr | Titel Album                                                         | Höchstplatzierung, Gesamtwochen, AuszeichnungChartsChartplatzierungen (Jahr, Titel, Album, Platzierungen, Wochen, Auszeichnungen, Anmerkungen) | Anmerkungen        |
| Jahr | Titel Album                                                         | ES | Anmerkungen        |
| ---- | ------------------------------------------------------------------- | --- | ------------------ |
| 2001 | Vivir así es morir de amor El canto del loco                        | ES19 (1 Wo.)ES |                    |
| 2002 | Son sueños A contracorriente                                        | ES8 Gold · (3 Wo.)ES |                    |
| 2002 | Puede ser A contracorriente                                         | ES9 ×2Doppelplatin · (4 Wo.)ES | mit Amaia Montero  |
| 2009 | Peter Pan Personas                                                  | ES4 ×2Doppelplatin · (25 Wo.)ES |                    |
| 2009 | Me gustas cuando –                                                  | ES46 (1 Wo.)ES | mit Lucas Masciano |
| 2009 | La suerte de mi vida Personas                                       | ES28 Platin · (22 Wo.)ES |                    |
| 2009 | Quiero aprender de tí Radio la Colifata presenta: El Canto del Loco | ES4 Gold · (28 Wo.)ES |                    |

Weitere Singles
- 2000: Pequeñita
- 2000: No quiero nada
- 2000: Llueve en mí
- 2001: Eres un canalla
- 2001: Y si el miedo
- 2002: A contracorriente (ES: Gold)
- 2002: Crash
- 2002: Contigo (ES: Platin)
- 2003: La madre de José (ES: ×2Doppelplatin )
- 2003: Volver a disfrutar (ES: Gold)
- 2003: Ya nada volverá a ser como antes (ES: Platin)
- 2004: Insoportable (ES: ×2Doppelplatin )
- 2004: No voy a parar
- 2004: Una foto en blanco y negro (ES: ×2Doppelplatin )
- 2004: Despiértame
- 2005: Elise Voigt
- 2005: Zapatillas (ES: ×4Vierfachplatin )
- 2005: Volverá (ES: ×3Dreifachplatin )
- 2006: Besos (ES: ×3Dreifachplatin )
- 2006: Tal como eres (ES: Gold)
- 2006: Pot ser (Katalanische Version von "Puede ser")
- 2008: Eres tonto (ES: Platin)
- 2009: Aunque Tu No Lo Sepas (ES: Platin)
- 2009: No Puedo Vivir Sin Ti (ES: Platin)
- 2009: Un Millon de Cicatrices (ES: Gold)
- 2018: Aquellos años locos (ES: Gold)

### Videoalben
- 2005: Hombres G & El Canto del Loco, Vicente Calderón Stadium (ES: Platin)
- 2006: ECDL Episode 1 (ES: Platin)

## Auszeichnungen für Musikverkäufe
Anmerkung: Auszeichnungen in Ländern aus den Charttabellen bzw. Chartboxen sind in ebendiesen zu finden.
| Land/RegionAuszeichnungen für Musikverkäufe (Land/Region, Auszeichnungen, Verkäufe, Quellen) | Gold       | Platin       | Verkäufe  | Quellen             |
| -------------------------------------------------------------------------------------------- | ---------- | ------------ | --------- | ------------------- |
| Spanien (Promusicae)                                                                         | 10× Gold10 | 58× Platin58 | 4.160.000 | elportaldemusica.es |
| Insgesamt                                                                                    | 10× Gold10 | 58× Platin58 |           |                     |